# György Fehér
György Fehér (Budapest, 12 de febrer de 1939 - 15 de juliol de 2002) va ser un director de cinema i guionista hongarès. La seva pel·lícula Szenvedély es va projectar a la secció Un Certain Regard al 51è Festival Internacional de Cinema de Canes de 1998. També va ser productor de la pel·lícula de set hores Sátántangó de Béla Tarr.

## Biografia
Entre 1985 i 1994, Fehér va ensenyar a l'Acadèmia de les Arts del Teatre i del Cinema. A partir de 1959, va treballar durant un any i mig a la Ràdio, després a la Televisió hongaresa com a tècnic de so i després com a ajudant de càmera. Després de graduar-se, va treballar com a director de fotografia i director per a la Magyar Televízió del 1975 al 2001.
El 1972 es va graduar a l'Acadèmia de les Arts del Teatre i del Cinema, especialitzat en direcció i cinematografia. Entre 1980 i 1982 va ser director artístic del Teatre Móricz Zsigmond de Nyíregyháza. Ha aparegut en diverses pel·lícules. És una figura destacada de la història del cinema hongarès. Les seves cinc pel·lícules van guanyar premis al Festival de TV de Veszprém: Shakespeare: Ricard III el 1975, Volpone el 1976, Barrabás el 1978, L'escola de dones el 1985, mentre que la seva pel·lícula Revenja va guanyar el premi al millor director el 1978.
També se li atribueix l'adaptació televisiva dels poemes d'Attila József i la seva vida: József Attila-versek (1981), un documental de dinou parts sobre József, i József Attila: Szabad ötletek jegyzéke két ülésben amb Tamás Jordán (1992).
El seu primer llargmetratge, Szürkület (1990), va guanyar un premi especial al XXII Festival de Cinema Hongarès i diversos premis en festivals internacionals com Locarno i Estrasburg.
Al Teatre Nacional de Miskolc, Fehér va dirigir dues obres protagonitzades per Ági Olasz: Les amargues llàgrimes de Petra von Kant de Rainer Werner Fassbinder el 1998 i Qui té por de Virginia Woolf? d'Edward Albee el 2000. El 1999, va dirigir l'òpera Leonce i Lena de János Vajda i Georg Büchner a l'Òpera Estatal d'Hongria.

## Filmografia
- III. Richárd (1973)
- Volpone (1974)
- Rejtekhely (1978)
- Nevelésügyi sorozat I. (1989)
- Szürkület (1990)
- Szenvedély (1998)